# Dorisso
Dorisso (in greco antico: Δόρυσσος?, Dòryssos; Sparta, ... – X secolo a.C.) è stato un re di Sparta della dinastia degli Agiadi.
La sua figura è leggendaria. Secondo Pausania ed Erodoto era figlio del predecessore Labota e padre del successore Agesilao I. Il suo regno secondo Pausania fu molto breve.